# موشيه ليفي
موشيه ليفي (بالعبرية משה לוי، من مواليد 1936- توفي 8 يناير 2008) قائد عسكري إسرائيلي ورئيس الأركان الثاني عشر لالجيش الإسرائيلي حيث خدم في المنصب في الفترة ما بين عام 1983 إلى عام 1987. يعتبر ليفي أول رئيس أركان مزراحي الأصل.

## السيرة الذاتية
ولد ليفي في تل أبيب لعائلة يهودية عراقية عرف باسم العسكري موشيه فايزي بسبب طوله الشاهق.
```
التحق ليفي 
بالخدمة العسكرية
 في عام 1954 وخدم في 
لواء مشاة جولاني
. بعد الانتهاء من مركز التدريب الضباط، انضم ليفي إلى سلاح المظلات. في عام 1956، شارك في احتلال 
ممر متلا
.
[
2
]
 تمت ترقية ليفي إلى منصب 
رئيس الأركان
 في عام 1983 خلفًا 
لرافائيل إيتان
. خلال فترة ولايته، ترأس انسحاب 
الجيش الإسرائيلي
 في 
لبنان
 في عام 1985 وأشرف على إعادة انتشار القوات الإسرائيلية وإنشاء المنطقة الأمنية في 
جنوب لبنان
.
[
2
]
```

ساعد ليفي في تأسيس فرع القوات البرية لالجيش الإسرائيلي. أنشأ لواءين جديدين: لواء ناحال وغيفعاتي.

## الحياة الشخصية
عاش ليفي في كيبوتس بيت ألفا في شمال إسرائيل أثناء إدارته منصب رئيس الأركان وبعد تقاعده. في سنواته الأخيرة، كان الرئيس المؤسس للهيئة الإشرافية للطريق السريع 6 والمعروفة أيضًا باسم طريق إسرائيل السريع.
تزوج ليفي مرتين رزق منهم خمسة أطفال وخمسة أحفاد.

## الوفاة
في 1 يناير 2008، عانى ليفي من سكتة دماغية شديدة للمرة الثانية. توفي بعد ثمانية أيام من تمدد الأوعية الدموية في المخ في مركز هايمك الطبي في العفولة. دفن ليفي يوم الأربعاء في كيبوتس بيت ألفا، مع ثمانية جنرالات يحملون جسده وكبار المسؤولين الحكوميين والمئات الذين كانوا يعرفونه ويعملون معه.

## الثقافة الشعبية
تمت الإشارة موشيه ليفي في إحدى العروض الكوميدية الإسرائيلية "HaGashash HaHiver" تحت اسم موسى وانوس.

## وصلات خارجية
- التايمز 17 يناير 2008.